# Ward Van de Velde
Ward Van de Velde (Hamme, 19 juni 1930 – Oostende, 7 maart 2010) was een Belgisch baanwielrenner.

## Carrière
Van de Velde werd tweemaal Belgisch kampioen in de sprint bij de amateurs en nam in 1948 deel aan de Olympische Spelen waar hij 5e werd. In 1948 nam hij ook deel aan de Zesdaagse van Gent voor jongeren. Hij won twee zesdaagse in Cleveland.

## Erelijst

### Baan
| Jaar            | BK       | EK       | WK       | Overige                      |
| Amateurs        | Amateurs | Amateurs | Amateurs | Amateurs                     |
| --------------- | -------- | -------- | -------- | ---------------------------- |
| 1948            | Sprint   |          |          | Olympische Spelen: 5e Sprint |
| 1949            | Sprint   |          |          |                              |
| Onafhankelijken |          |          |          |                              |
| 1950            | Sprint   |          |          |                              |
| Beroepsrenners  |          |          |          |                              |
| 1954            | Sprint   |          |          |                              |

### Zesdaagse
| Jaar | Zesdaagse | Partner(s)                     | Resultaat |
| ---- | --------- | ------------------------------ | --------- |
| 1958 | Cleveland | Steve Hromjak John Tressider   | Goud      |
| 1958 | Cleveland | Fred Weltrowski John Tressider | Goud      |